# Sieblinie
Die Sieblinie ist eine Durchgangs- oder Summenkurve, mittels derer die Korngrößenverteilung eines Bodens, Sedimentes oder Sedimentgesteins oder anderer Lockermaterialien häufig grafisch dargestellt wird. Sie wird ermittelt durch eine Siebanalyse, das heißt durch Sieben der Probe, wobei nacheinander Siebe mit sukzessive abnehmender Maschenweite verwendet werden und jede Maschenweite einer bestimmten Korngröße entspricht. In der Durchgangskurve wird anschließend für jedes Sieb bestimmt, wie viel Prozent der Probe durch das Sieb gefallen sind. Dieser Massenanteil beschreibt folglich den Anteil von Körnern an der Gesamtmasse, deren Korngröße kleiner ist als die Siebweite. Die kleinsten Korngrößen (Schluff und Ton) werden, statt durch Sieben, durch Schlämmung „getrennt“.

## Einsatzbereiche

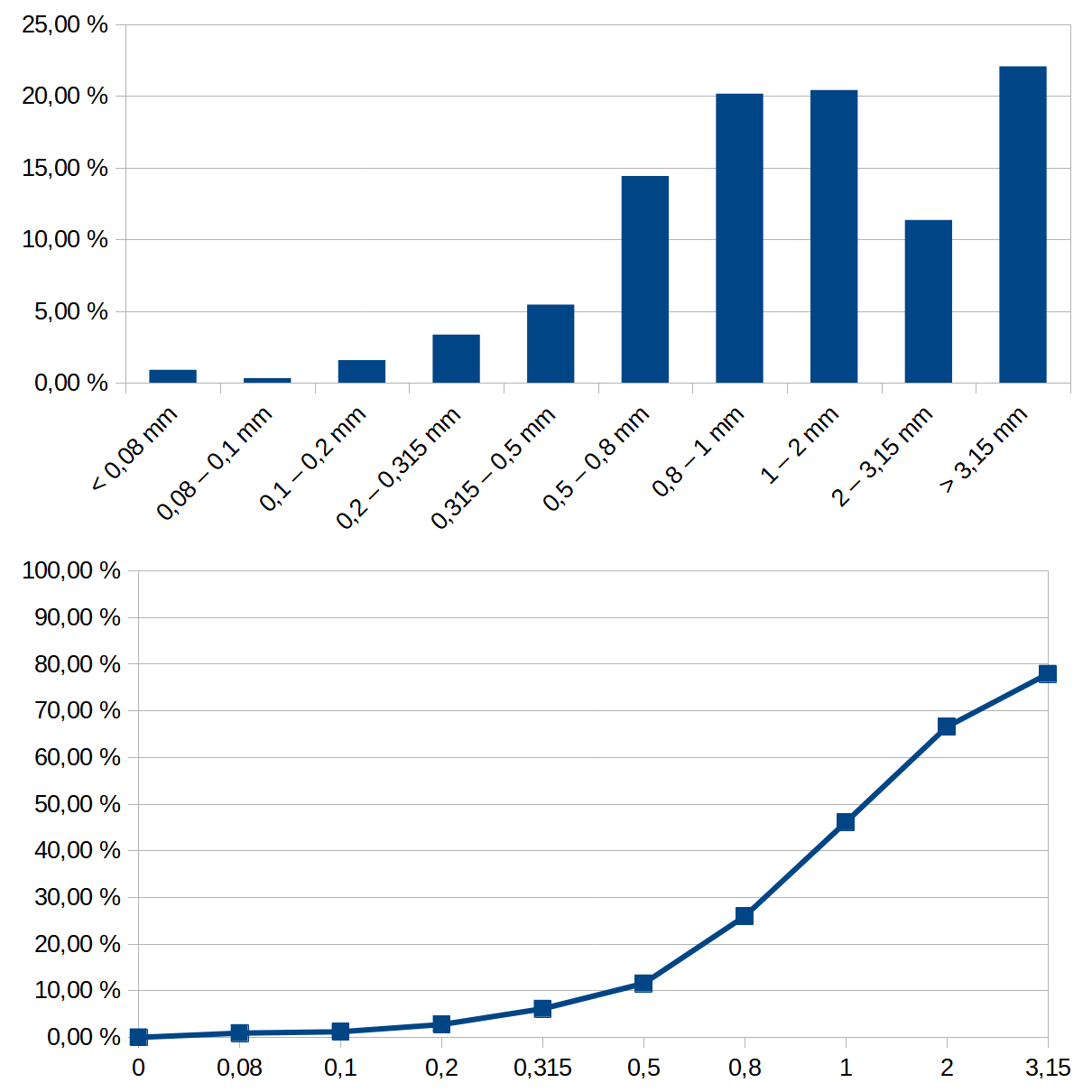
Sieblinien können grundsätzlich auch für Partikel aus organischen Materialien erstellt werden, hier für Getreiderückstände

- Bauwirtschaft zwecks wirtschaftlicher Herstellung eines Betons oder Mörtels,
- Bodenkunde, um eine Bodenart nach Korngröße zu klassifizieren,
- Gärtnerei, um ein ideales Wachstumssubstrat anzumischen,
- Hydrogeologie und Ingenieurgeologie, um die bodenmechanischen Eigenschaften, Wasserdurchlässigkeit und andere Parameter eines Bodens oder Lockergesteins abzuschätzen,
- Sedimentologie, um ein Sediment oder Sedimentgestein nach Korngröße zu klassifizieren und dessen Ablagerungsbedingungen rekonstruieren zu können,
- energetische Biomassenutzung, um die Transport- und Feuerungseigenschaften von stückigen Biomassen zu bestimmen.

## Aufbau des Siebliniendiagramms

Darstellung der Korngrößenverteilung verschiedener Böden im Siebliniendiagramm. Die S-förmigen Kurven für den Löss, den Feinsand, den Mittelsand und den Kiessand zeigen logarithmisch normalverteilte Korngrößen, wie sie typisch für Material sind, das auf natürliche Weise in einem strömenden Medium sedimentiert wurde. Der Fein- und der Mittelsand sind hierbei enggestuft bzw. gut sortiert, alle übrigen Materialien sind relativ oder deutlich weitgestuft bzw. schlecht sortiert.

Auf der horizontalen, logarithmisch skalierten Achse (Abszisse oder x-Achse) eines Siebliniendiagramms werden die Korngrößen aufgetragen, auf der senkrechten Achse (Ordinate oder y-Achse) der Prozentanteil der jeweiligen Siebdurchgänge (im englischsprachigen Raum sind die Achsen vertauscht). Der Prozentanteil, den eine bestimmte Korngröße an einer bestimmten Probe hat, wird auch als Kornfraktion bezeichnet. Die Sieblinienkurve ist eine Summenkurve, das heißt, sie stellt die Korngrößenverteilung kumulativ (aufsummiert) dar. Daher verläuft sie stets von links unten nach rechts oben.

## Eigenschaften und Rückschlüsse auf die Probe

### Allgemeines
Die Form einer Sieblinie kann numerisch durch die Unförmigkeitszahl CU und die Krümmungszahl CC ausgedrückt werden. „Breite“ Sieblinienkurven mit geringem Anstieg (CU > 6, CC zwischen 1 und 3) zeigen, dass die Probe ein relativ breites Korngrößenspektrum hat, das heißt, sie enthält viele verschiedene Kornfraktionen und diese in annähernd gleichen Anteilen. Man spricht in solchen Fällen auch von einem weitgestuften Material, in der Sedimentologie und Bodenkunde auch von einer schlechten Kornsortierung. „Enge“ Sieblinienkurven mit zumindest abschnittsweise sehr steilem Anstieg zeigen, dass die Probe ein relativ schmales Korngrößenspektrum hat, das heißt, es enthält nur wenige und überdies sehr ähnliche Kornfraktionen oder aber diese sind zumindest stark vorherrschend. Man spricht in solchen Fällen auch von einem enggestuften Material, in der Sedimentologie und Bodenkunde auch von einer guten Kornsortierung.
Unförmigkeits- und Krümmungszahl einer Probe sind zudem Kenngrößen für die Bestimmung der Wasserdurchlässigkeit (Permeabilität) des Bodens oder Gesteins, dem die Probe entstammt, z. B. nach Hazen oder Beyer, sowie für die der Filterregel nach Terzaghi. Für die Permeabilität gilt aber schon der sogenannte wirksame Kornduchmesser d10, jene Korngröße, bei der die Siebkurve die 10-Prozent-Marke schneidet, als guter Indikator.

### Idealsieblinien, Fuller-Parabel
Die Kornverteilung, die auf Untersuchungen von W. B. Fuller und S. E. Thompson Anfang des 20. Jahrhunderts über optimale Kornzusammensetzungen zurückgeht, lässt sich beschreiben durch:
{\displaystyle A(d)=\left({\frac {d}{d_{\text{max}}}}\right)^{q}}
mit:
{\displaystyle A(d)=} Massenanteil mit Korndurchmesser kleiner als {\displaystyle d}, bezogen auf Gesamtmasse,
{\displaystyle d_{\text{max}}=} Größtkorndurchmesser des Korngemenges,
{\displaystyle d=} Korndurchmesser {\displaystyle (0\leq d\leq d_{\text{max}})},
{\displaystyle q=} Körnungsexponent.
Die Idealsieblinie mit {\displaystyle q=0{,}5}, die von Fuller und Thompson als günstige Kornverteilung angesehen wurde, wird als Fuller-Parabel bezeichnet. Bei dieser Kornverteilung ist der Hohlraumgehalt relativ gering, hohlraumärmste Korngemenge ergeben sich bei {\displaystyle q=0{,}4}.
In der Betonherstellung werden Korngemenge mit {\displaystyle 0{,}2\leq q\leq 0{,}7} verwendet. Nach DIN 1045-2 werden die Sieblinien A {\displaystyle (q=0{,}7)}, B {\displaystyle (q=0{,}35)} und C {\displaystyle (q=0{,}22)} unterschieden. In der Graphik sind diese Idealsieblinien für {\displaystyle d_{\text{max}}=32\,\mathrm {mm} } dargestellt.

### Ausfallkörnung

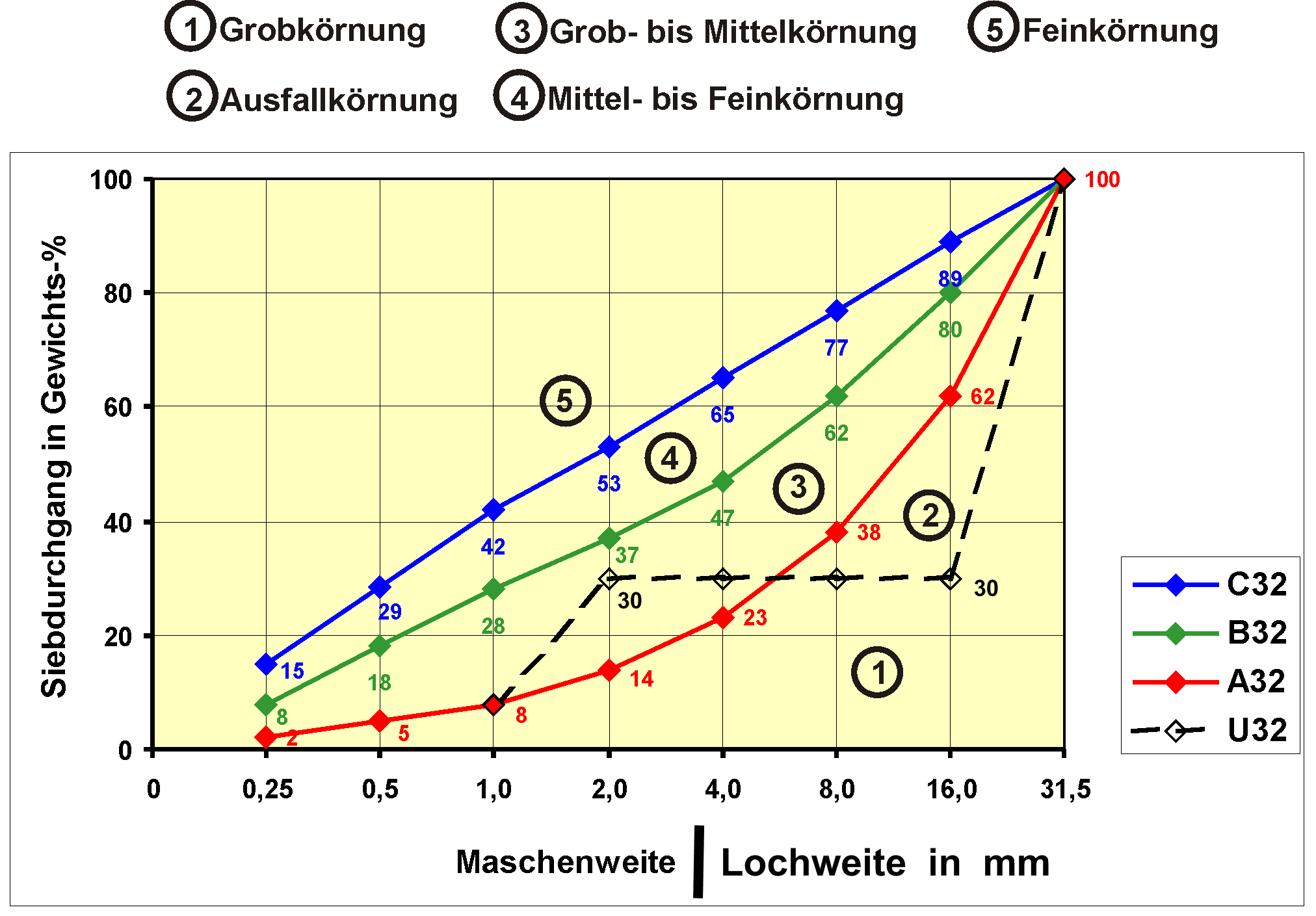
Sieblinie für Betonzuschlag mit Größtkorn 31,5 mm

Die Sieblinie Nr. 2 in der nebenstehenden Grafik stellt eine Probe mit Ausfallkörnung dar. Dies bedeutet, dass in der Probe eine oder mehrere Korngrößen zwischen der größten und der kleinsten Korngröße nicht vorhanden sind. So bekommt die Sieblinie einen unstetigen Verlauf, da die Kurve im Bereich der fehlenden Kornfraktionen waagerecht verläuft. Man spricht hierbei auch von einer intermittierenden Stufung. Es könnte sich bei einer solchen Probe um ein speziell zusammengestelltes Baustoffgemisch handeln, bei dem bewusst bestimmte Korngrößen weggelassen wurden, sodass das damit hergestellte Baumaterial ein möglichst hohes Porenvolumen aufweist, beispielsweise Leichtbeton oder offenporiger Asphalt.

## Deutsches Sieblinienstandardformular
Bei den deutschen Sieblinienstandardformularen wird links unten in der Regel der Anteil der Feinkörnung eingetragen, rechts oben ist der Anteil der Grobelemente einzutragen.